# Leucanthemum monspeliense
Leucanthemum monspeliense là một loài thực vật có hoa trong họ Cúc. Loài này được (L.) H.J.Coste mô tả khoa học đầu tiên năm 1903.